# 難消化性デキストリン
難消化性デキストリン（なんしょうかせいデキストリン、英語: Indigestible dextrin）とは、ヒトの消化酵素によって消化されない、難消化性のデンプンの分解物である。ただし、ヒトでも腸内細菌叢によって分解され、一部はエネルギーになり得る。
焙焼したデキストリン中に多く存在し、デキストリンの熱分解過程でグルコースの還元末端基が分子内脱水され、更に解離したグルコース残基がランダムに他の水酸基に転移した事により、デンプン本来の結合の他に 1→2結合や1→3結合などの結合が生じた結果生成される。

## 概要
難消化性デキストリンは、天然では熟した果物などに含まれている水溶性食物繊維の一種であり、食後の血糖値の急激な上昇の抑制が報告されている。食品工業では、トウモロコシのデンプンの分解物から製造された難消化性デキストリンが流通している。従来は、消化されず役に立たない物とされてきたが、後に有用性が判ってきたため、食品工業的に生産されるようになった。ヒトの消化管は自力では難消化性デキストリンを消化できないものの、大腸内の腸内細菌が嫌気醗酵することによって、一部が酪酸やプロピオン酸のような短鎖脂肪酸に変換されて、エネルギー源として大腸から吸収される。エネルギーは1 (kcal/g)である。吸収される場所が大腸である分だけ、エネルギー源になるまでに時間がかかる。

## 歴史
1988年に、松谷化学工業株式会社の大隈一裕らによって発見・命名された。同社により『パインファイバー』として製品化され、1990年にFDAのGRASに承認され、1992年には特定保健用食品の素材の1つとして認証された。日本では、食物繊維の許可表示をした加工食品に、添加する例が出てきた。

## 生理作用
難消化性デキストリンには、医薬品のような強力な生理作用は無い。ただ、食事との同時摂取によって、食後血糖値の急上昇を抑制する作用がある。また、食物繊維の1種である事から、便秘の予防効果もあるとされる。食物繊維である事から、腸管内の物質を吸着して、そのまま排泄される効果もあり、例えば、ラットで腸内に分泌された胆汁酸が、再び体内へと吸収される事を防ぐ効果も見られた。一方で、1回の食事で大量に摂取すると、下痢を発症する可能性がある。
食後血糖値の急上昇を抑制
難消化性デキストリンは水に溶解すると、水の粘度を上昇させ、胃から小腸への食物の移行を緩やかにする。また、拡散阻害作用、吸水・膨潤作用、吸着作用などがあり、摂取した食物は胃で消化され、緩やかに移行し、吸着され、グルコースの吸収を緩慢にして食後における血糖値の急激な上昇を抑制する。
コレステロール排泄促進の可能性
ラットを用いた動物実験で、食物コレステロールの吸収抑制、コレステロールの異化・代謝・排泄の促進、胆汁酸の回腸からの再吸収阻害による代謝・排泄の促進などが報告されている。
排便促進
難消化性デキストリンは、5 - 10g/日、5日連続の摂取で、排便が改善されたとの報告がある。
ミネラル吸収促進の可能性
短鎖脂肪酸を産生させる効果もあるため、体内にミネラルの吸収を促進すると示唆されている。
過剰摂取による下痢
下痢発症のED50値は2.4 g/kg体重と推定されている。